# Dwight Filley Davis
Dwight Filley Davis (St. Louis, Missouri, 5 juli 1879 – Washington, 28 november 1945) was een Amerikaans tennisspeler en politicus. Hij was oprichter en naamgever van de Davis Cup.

## Biografie
Als tennisser bereikte Davis in 1898 de finale van het US Open en samen met zijn dubbelspelpartner Holcombe Ward won hij in de jaren 1899 tot en met 1901 de titel bij het herendubbelspel van het US Open. In 1899 behaalde hij de titel op het American intercollegiate singles championship namens Harvard en twee jaar later verloor Davis de dubbelspelfinale van Wimbledon.
Davis had tijdens zijn tenniscarrière een structuur bedacht voor een internationaal tennistoernooi waar zowel enkel- als dubbelspelpartijen gespeeld dienden te worden. Dit toernooi, destijds nog de International Lawn Tennis Challenge genoemd, later de Davis Cup, bedacht hij in 1900 – hij schonk zelf een zilveren bokaal voor de winnaar van het toernooi. Hij won als lid van het Amerikaanse team de eerste twee uitvoeringen van het toernooi, in 1900 en 1902.
Op de Olympische Zomerspelen van 1904 in zijn geboorteplaats Saint Louis nam Davis deel aan het tennistoernooi. In het dubbelspeltoernooi bereikte hij samen met Ralph McKittrick de kwartfinale.
Davis studeerde aan de Washington University School of Law, maar was nooit werkzaam als advocaat. In zijn woonplaats St. Louis creëerde hij de eerste gemeentelijke tennisbanen. Tijdens zijn politieke carrière was hij Assistant Secretary of War onder president Calvin Coolidge en later Secretary of War. Vanaf 1929 werd Davis gouverneur-generaal van de Filipijnen. Op 28 november 1945 overleed Davis in Washington.
In 1956 werd hij opgenomen in de internationale Tennis Hall of Fame.